# Martin Uher (fotbalista)
Martin Uher (26. června 1905–17. dubna 1991) byl slovenský fotbalista, útočník.

## Fotbalová kariéra
Hrál na křídle za 1. ČsŠK Bratislava. Jednu sezónu odehrál v československé lize za AC Sparta Praha, dal 1 ligový gól. Jeho kariéru ve Spartě ukončilo zranění menisku, po dalším zranění kolena ukončil kariéru úplně.

## Ligová bilance
| Ročník         | Zápasy | Góly | Klub            |
| -------------- | ------ | ---- | --------------- |
| 1929/30        | -      | 1    | AC Sparta Praha |
| CELKEM 1. liga | -      | 1    |                 |

## Spravedlivý mezi národy
V době druhé světové války byl partnerem textilního obchodu v Bratislavě. Mezi jeho židovské přátele patřila Elizabet Fleischerová, její rodiče Karel a Regina a její bratr Palo. V době deportace dívek a mladých žen na jaře 1942 nabídl Elizabet úkryt v domě svých příbuzných v obci Vištuk. V roce 1943 byl Karel Fleischer propuštěn ze zaměstnání. Jeho rodině hrozilo, že bude poslána do pracovního tábora na Slovensku a proto je Martin Uher propašoval do Maďarska. Po německé invazi do Maďarska v březnu 1944 se do Maďarska vrátil, aby zachránil Fleischerovi před nebezpečím tím, že je propašoval zpět na Slovensko. Po vypuknutí Slovenského národního povstání a německé invazi na Slovensko na konci srpna 1944 byly obnoveny deportace Židů. Elizabet vzal zpět ke svým příbuzným do Vištuku a její rodiče ukryl v jednom ze skladů své firmy, kam s nimi ukryl i další Židy v nouzi – Magdu Markstein z Nitry, Imricha Rosenberga (později Hajného), Mora Levina a Gerdu Szekely. Imricha Hajného zaměstnal ve svém obchodě a nechal ho ve svém bytě až do konce ledna 1945, kdy Hajného zatklo ve městě gestapo a byl deportování do Terezína, kde se dožil konce války. Skrývaní Židé byli odhaleni a deportování také do Terezína. Fleischerovi se dožili konce války a shledali se s dětmi. Po válce se Martin Uher a Elizabet Fleischerová vzali a narodil se jim syn. Po několika letech se rozvedli, ale zůstali přáteli. 20. června 1990 Jad vašem uznal Martina Uhera za Spravelivého mezi národy